# Cattedrali in Niger
Questa è una lista delle cattedrali in Niger.

## Cattedrali cattoliche
| Cattedrale                                         | Arcidiocesi o Diocesi | Località |
| -------------------------------------------------- | --------------------- | -------- |
| Cattedrale di Nostra Signora del Perpetuo Soccorso | Arcidiocesi di Niamey | Niamey   |
| Cattedrale di Nostra Signora di Lourdes            | Diocesi di Maradi     | Maradi   |